# Hrabstwo Johnson (Arkansas)

Piramida wieku hrabstwa

Hrabstwo Johnson – hrabstwo w Stanach Zjednoczonych, w stanie Arkansas. Według danych z 2019 roku, hrabstwo zamieszkiwało 26,6 tys. mieszkańców. Hrabstwo należy do nielicznych hrabstw w Stanach Zjednoczonych należących do tzw. dry county, czyli hrabstw gdzie decyzją lokalnych władz obowiązuje całkowita prohibicja.

## Miejscowości
- Hagarville (CDP)
- Clarksville
- Coal Hill
- Hartman
- Knoxville
- Lamar

## Sąsiednie hrabstwa
- Hrabstwo Newton (północ)
- Hrabstwo Pope (wschód)
- Hrabstwo Logan (południe)
- Hrabstwo Franklin (zachód)
- Hrabstwo Madison (północny zachód)

## Religia
W 2010 roku 41,8% populacji jest członkami kościołów protestanckich, głównie: baptystów (28,3%), zielonoświątkowców (3,5%), campbellitów (2,8%) i metodystów (2,8%).
Na kolejnych miejscach plasują się: Kościół katolicki (2,4%), mormoni (2,2%) i muzułmanie (1,2%). Obecne są także grupy, które nie udostępniły swoich danych statystycznych, jak: Zjednoczony Kościół Zielonoświątkowy (2 zbory), czy świadkowie Jehowy (1 zbór).